# Mihajlo Ivančević
Mihajlo Ivančević (kyrillisk: Михајло Иванчевић; født 7. april 1999) er en serbisk professionel fodboldspiller, der spiller som midterforsvarer.

## Klubkarriere
Den 27. januar 2022 blev det bekræftet, at Ivančević havde skiftet til den danske Superliga- klub OB på en kontrakt frem til juni 2025. I marts 2024 kom Ivančević på lån til Eliteserien -klubben Odd indtil 31. juli 2024 med en købsoption.
Den 1. maj 2025, knap to måneder før kontraktens udløb, bekræftede OB, at parterne havde aftalt at opsige aftalen med øjeblikkelig virkning.
Den 9. juli 2025 offentliggjorde Lyngby Boldklub at de havde skrevet kontrakt ned Mihajlo.

## Eksterne links
- Mihajlo Ivančević profil på Soccerway